# Odontocolon atripes
Odontocolon atripes là một loài tò vò trong họ Ichneumonidae.